# Чари (ТВ серија из 2018)
Чари (енгл. Charmed) америчка је фантастична и драмска телевизијска серија коју су развиле Џени Снајдер Урман, Џесика О’Тул и Ејми Рардин. Рибут је истоимене серије, чија је ауторка Констанс М. Берџ, приказиване између 1998. и 2006. године. Рибут је премијерно приказан 14. октобра 2018. године.
Прве три сезоне прате животе три сестре — Мејси (Мадлен Манток), Мел (Мелони Дијаз) и Меги (Сара Џефри) — које, након смрти своје мајке, откривају да су Чаробнице, најмоћнији трио добрих вештица предодређених да заштите свет од демона и других мрачних сила. Свака сестра има посебну магичну моћ, која је приметно јача када све три раде заједно како би победиле своје непријатеље. Сестрама помаже белосветац Хари Гринвуд (Руперт Еванс), саветник који штити и води вештице.
Рибут је познат по томе што је садржи више разноликости од оригиналне серије јер су у главним улогама три жене које нису белкиње, као и по ЛГБТ заступљености с обзиром да је једна од сестара лезбијка. Урманова је објаснила да су телевизијски гледаоци већ „имали прилику да виде три вештице које су белкиње” у оригиналној серији Чари, као и да је била одлучна у развијању другачије верзије серије у којој би небелци и чланови ЛГБТ заједнице могли да виде себе као „једнаке јунаке приче”. Рибут је изазвао контроверзу код појединих чланова глумачке поставе и обожавалаца оригиналне серије; Холи Мари Коумс и Алиса Милано критиковале су рибут због одлуке да у њему не учествује постава оригиналне серије, док су обожаваоци искористили Twitter где су водили кампању како би спречили The CW да приказује серију.
У фебруару 2021. серија је обновљена за четврту сезону, која је премијерно приказивана од 11. марта 2022. године. У мају 2022. објављено је да ће четврта сезона бити финална.

## Радња
Серија почиње у измишљеном граду Хилтаун у Мичигену, где сестре Мел (Мелони Дијаз) и Меги Вира (Сара Џефри) живе са својом мајком Марисол (Валери Круз), коју је убрзо након тога напала и убила непозната мрачна сила. Три месеца касније, Мел и Меги откривају да имају старију полусестру, Мејси Вон (Мадлен Манток), коју је њихова мајка годинама крила, али се недавно преселила у Хилтаун ради новог посла на локалном универзитету који њих две похађају. Када се Мејси први пут сусретне са сестрама на породичном имању Вирових, муње сијевају и нестаје струја, што указује на то да су се магичне моћи сестара активирале сада када су све три заједно. Мејси добија моћ телекинезе, средња сестра Мел може да замрзне време, а Меги, најмлађа, може да чује мисли других људи. Убрзо након тога, њихов белосветац — саветник који штити и води вештице — Хари Гринвуд (Руперт Еванс) окупља све три сестре на њиховом тавану, те им открива да су вештице и даје им породичну Књигу сенки — књигу чаролија и водич за коришћење „моћи тројке”. Марисол је по рођењу својих ћерки прекинула њихове моћи како би их заштитила и омогућила им да живе нормалним животима, док је у ноћи када је убијена била у процесу поновног покретања њихових моћи. До краја прве епизоде, Мејси се сели на имање Вирових и сестре прихватају своју нову судбину као Чаробнице, најмоћнији трио добрих вештица које штите свет од демона и других мрачних сила.

## Улоге

### Главне
- Мелони Дијаз као Мел Вира
- Мадлен Манток као Мејси Вон (1—3. сезона)
- Сара Џефри као Меди Вира
- Сер’Даријус Блејн као Галвин Бердет (1. сезона)
- Елен Тамаки као Нико Хамада (1. сезона)
- Руперт Еванс као Хари Гринвуд
- Ник Харгроув као Паркер Крејн
- Џордан Доника као Џордан Чејс (2—4. сезона)
- Попи Дрејтон као Абигејл Џејмсон Крејн (2—3. сезона)
- Луси Барет као Микејла „Кејла” Дансо (4. сезона)

### Споредне
- Валери Круз као Марисол Вира
- Натали Хол као Луси (1. сезона)
- Константин Русули као Хантер Крејн (1. сезона)
- Крејг Паркер као Алистер Крејн (1. сезона)
- Вирџинија Вилијамс као Черити Калахан (1. сезона)
- Лија Пајпс као Фиона Калахан (1. сезона)
- Бетани Браун као Руби В. (2—4. сезона)
- Кристин Парк као Свон (2—4. сезона)
- Шива Калајселван као Катрина (2. сезона)
- Ерик Балфор као Џулијан Шеј (2—3. сезона)
- Пејтон Лист као Надија (2—3. сезона)
- Кејт Бертон као Селест
- Џејсон Дијаз као Антонио (3. сезона)
- Џ. Џ. Хокинс као Кевин (3. сезона)
- Мареја Салазар као Хосефина (3—4. сезона)
- Арје Ор као Мо (3. сезона)
- Хедер Дорксен као Аладрија (3. сезона)
- Капил Талвалкар као Дев (4. сезона)
- Ши Не Нилсон као Рокси (4. сезона)

## Епизоде
| Сезона | Сезона | Епизоде | Епизоде | Оригинално емитовање | Оригинално емитовање |
| Сезона | Сезона | Епизоде | Епизоде | Премијера            | Финале               |
| ------ | ------ | ------- | ------- | -------------------- | -------------------- |
|        | 1.     | 22      | 22      | 14. октобар 2018.    | 19. мај 2019.        |
|        | 2.     | 19      | 19      | 11. октобар 2019.    | 1. мај 2020.         |
|        | 3.     | 18      | 18      | 24. јануар 2021.     | 23. јул 2021.        |
|        | 4.     | 13      | 13      | 11. март 2022.       | 10. јун 2022.        |